# NGC 7838
NGC 7838 is een spiraalvormig sterrenstelsel in het sterrenbeeld Vissen. Het hemelobject werd op 29 november 1864 ontdekt door de Duitse astronoom Albert Marth.
NGC 7838 vormt samen met de eveneens door Albert Marth ontdekte sterrenstelsels NGC 3, NGC 4, NGC 7834, NGC 7835, NGC 7837, en NGC 7840 vanaf de Aarde gezien een groep, een graad ten oosten van de ster 32 Piscium.

## Synoniemen
- MCG 1-1-36
- ZWG 408.34
- Arp 246
- PGC 525